# Hypoponera butteli
Hypoponera butteli är en myrart som först beskrevs av Auguste-Henri Forel 1913.  Hypoponera butteli ingår i släktet Hypoponera och familjen myror. Inga underarter finns listade i Catalogue of Life.